# سندرم ماکل–ولس
سندرم ماکل–ولس (انگلیسی: Muckle–Wells syndrome) با نام اختصاری «MWS» که عنوان «سندرم کهیر-ناشنوایی-آمیلوئیدوز» (UDA) هم شناخته می‌شود، یک بیماری نادر ژنتیکی اتوزومال غالب است که با کهیرهای راجعه همراه است و ممکن است موجب ناشنوایی حسی - عصبی و گاهی آمیلوئیدوز شود.
مبتلایان به این بیماری اغلب دچار تب‌های گاه‌به‌گاه، لرز و دردهای مفصلی هستند. سندرم ماکل–ولس یکی از انواع سندرم‌های تب دوره‌ای است و در اثر نقص در ژن «NALP3» ایجاد می‌شود که پروتئینی به نام کرایوپایرین تولید می‌کند.
این بیماری در ارتباط نزدیک با «کهیر سرد ارثی» و «بیماری التهابی مولتی‌سیستمیک با شروع در نوزادی» است که همگی در واقع از زیرمجموعه‌های سندرم‌های دوره‌ای وابسته به کرایوپایرین هستند. سندرم ماکل–ولس نخستین بار در سال ۱۹۶۲ توسط توماس جیمز ماکل (۱۹۳۸–۲۰۱۴) و مایکل ورنون ولس (متولد ۱۹۳۲) توصیف شد.